# Programmation du Ciné-club
Le Ciné-Club est une émission de télévision française consacrée au cinéma dit « classique » ou ciné-club, créée sur décision de Pierre Sabbagh.
Cette page présente sa programmation.

## Programmation Daniel Patte, présentation de Thierry Chèze

### 2012
| Diffusion                                   | Date | Film                                    | Réalisateur                         |
| ------------------------------------------- | ---- | --------------------------------------- | ----------------------------------- |
| Cycle « A propos du monde ouvrier »         |      |                                         |                                     |
| 7 février 2012                              | 1996 | Les Virtuoses                           | Mark Herman                         |
| Cycle « A propos des succès du box-office » |      |                                         |                                     |
| 14 février 2012                             | 1969 | Mon Oncle Benjamin                      | Édouard Molinaro                    |
| Cycle « A propos des accords d'Evian »      |      |                                         |                                     |
| 21 février 2012                             | 1973 | R.A.S.                                  | Yves Boisset                        |
| 28 février 2012                             | 1976 | La Question                             | Laurent Heynemann                   |
| 6 mars 2012                                 | 1982 | L'Honneur d'un capitaine                | Pierre Schoendoerffer               |
| 13 mars 2012                                | 1992 | La Guerre sans nom                      | Bertrand Tavernier & Patrick Rotman |
| Hors-cycle                                  |      |                                         |                                     |
| 20 mars 2012                                | 1977 | La Vie devant soi                       | Moshé Mizrahi                       |
| Cycle « A propos de la sexualité »          |      |                                         |                                     |
| 27 mars 2012                                | 1939 | Le Dernier Tournant                     | Pierre Chenal                       |
| 3 avril 2012                                | 1956 | Et Dieu... créa la femme                | Roger Vadim                         |
| 10 avril 2012                               | 1972 | Le Dernier Tango à Paris                | Bernardo Bertolucci                 |
| 17 avril 2012                               | 1992 | Les Nuits Fauves                        | Cyril Collard                       |
| Cycle « A propos du cinéma »                |      |                                         |                                     |
| 1er mai 2012                                | 1938 | Le Schpountz                            | Marcel Pagnol                       |
| 8 mai 2012                                  | 1951 | Bellissima                              | Luchino Visconti                    |
| 15 mai 2012                                 | 1963 | Le Mépris                               | Jean-Luc Godard                     |
| Cycle « A propos de Cannes »                |      |                                         |                                     |
| 22 mai 2012                                 | 1989 | Cinema Paradiso                         | Giuseppe Tornatore                  |
| Hors-cycle                                  |      |                                         |                                     |
| 26 juin 2012                                | 1957 | Une Vie                                 | Alexandre Astruc                    |
| Soirée « A propos de Grace Kelly »          |      |                                         |                                     |
| 11 septembre 2012                           | 1955 | La Main au collet                       | Alfred Hitchcock                    |
| Cycle « A propos des jeunes premières »     |      |                                         |                                     |
| 18 septembre 2012                           | 1940 | Battement de cœur                       | Henri Decoin                        |
| 25 septembre 2012                           | 1958 | En Cas de Malheur                       | Claude Autant-Lara                  |
| 2 octobre 2012                              | 1965 | La Vie de Château                       | Jean-Paul Rappeneau                 |
| 9 octobre 2012                              | 1970 | Dernier Domicile connu                  | José Giovanni                       |
| Cycle « A propos de la fin du monde »       |      |                                         |                                     |
| 16 octobre 2012                             | 1931 | La Fin du Monde                         | Abel Gance                          |
| 23 octobre 2012                             | 1964 | Docteur Folamour                        | Stanley Kubrick                     |
| 30 octobre 2012                             | 1983 | Le Dernier Combat                       | Luc Besson                          |
| Cycle « A propos de l'Amérique »            |      |                                         |                                     |
| 6 novembre 2012                             | 1962 | La Fayette                              | Jean Dréville                       |
| Cycle « A propos de l'entreprise »          |      |                                         |                                     |
| 13 novembre 2012                            | 1934 | L'Aventurier                            | Marcel L'Herbier                    |
| 20 novembre 2012                            | 1943 | Au Bonheur des Dames                    | André Cayatte                       |
| 27 novembre 2012                            | 1973 | Je sais rien, mais je dirai tout        | Pierre Richard                      |
| 4 décembre 2012                             | 1982 | Que les gros salaires lèvent le doigt ! | Denys Granier-Deferre               |
| Cycle « A propos du rire »                  |      |                                         |                                     |
| 11 décembre 2012                            | 1962 | Le Soupirant                            | Pierre Étaix                        |
| Cycle « A propos des fêtes »                |      |                                         |                                     |
| 18 décembre 2012                            | 1956 | Le Chanteur de Mexico                   | Richard Pottier                     |
| 25 décembre 2012                            | 1965 | Viva Maria !                            | Louis Malle                         |